# خوسيه ايرسون دوس سانتوس
خوسيه ايرسون دوس سانتوس (بالبرتغالية: José Ilson dos Santos‏) (28 نوفمبر 1975 في البرازيل – )؛ هو لاعب كرة قدم سابق كان يلعب كمهاجم.

## وصلات خارجية
- خوسيه ايرسون دوس سانتوس على موقع رابطة كرة القدم اليابانية للمحترفين (اليابانية)
- خوسيه ايرسون دوس سانتوس على موقع قاعدة بيانات كرة القدم.إي يو (الإنجليزية)
- خوسيه ايرسون دوس سانتوس على موقع Soccerway.com (الإنجليزية)
- خوسيه ايرسون دوس سانتوس على موقع عالم كرة القدم.نت (الإنجليزية)